# 407P/PANSTARRS-Fuls
407P/PANSTARRS-Fuls è una cometa periodica appartenente alla famiglia delle comete della fascia principale.

## Storia delle osservazioni
La storia osservativa di questa cometa è forse unica: la cometa è stata scoperta inizialmente il 5 maggio 2013 dal programma di ricerca astronomica Pan-STARRS e di conseguenza denominata P/2013 J4 PANSTARRS. Per la sua debole luminosità venne osservata solo per pochi giorni e in base al piccolo arco osservativo le venne attribuito un periodo di 16,4 anni; su questa base gli astronomi non si aspettavano di rivederla prima della fine del 2029 - inizio 2030.
 
Il 21 dicembre 2019 l'astronomo statunitense David Carson Fuls scopriva una cometa che veniva denominata P/2019 Y2 Fuls; le successive osservazioni permettevano di attribuirle un periodo di circa 6,6 anni. Nel marzo del 2020 l'astrofilo statunitense Sam Deen scopriva che le due comete erano in realtà un'unica cometa osservata in due successivi passaggi al perielio per cui il nome della cometa veniva cambiato in P/2019 Y2 PANSTARRS-Fuls: dato che le regole dell'Unione Astronomica Internazionale richiedono l'osservazione di due passaggi al perielio per la numerazione delle comete periodiche e che in effetti erano stati osservati due passaggi al perielio, la cometa ha ricevuto la denominazione definitiva di 407P/PANSTARRS-Fuls.

## Orbita
Il 26 novembre 2010 la cometa è passata a 0,338 U.A. di distanza dal pianeta Giove, questo passaggio ravvicinato ha cambiato l'orbita precedente della cometa in quella attuale. La cometa ha attualmente un'orbita con una MOID col pianeta Giove relativamente piccola di sole 0,358 UA. Tale fatto rende possibili ulteriori futuri passaggi ravvicinati con Giove: il 30 giugno 2081 i due corpi passeranno a 0,380 UA di distanza, il 22 novembre 2140 passeranno a 0,219 UA. Allo stesso modo che il passaggio ravvicinato a Giove del 2010 ha inserito la cometa nell'orbita attuale, un futuro passaggio potrebbe cambiare, anche drasticamente, l'orbita attuale della cometa.